# 上紺屋町
上紺屋町（かみこうやまち）は岡山県津山市にある地名。郵便番号は708-0076。

## 地理
奴通り（岡山県道68号津山加茂線上）の西に位置する。対となる下紺屋町は接してはいないが、奴通りを挟んだ北東に位置する。

## 歴史

### 沿革
- 1688年 - 本紺屋町が上紺屋町と改称。同時に片原紺屋町が下紺屋町と改称。
- 1889年6月1日 - 町村制施行により、津山城下町の上紺屋町他、宮川以西の町が合併して西北条郡津山町となる。
- 1900年4月1日 - 津山町が東南条郡津山東町を編入するとともに、西北条郡が西西条郡、東南条郡、東北条郡と合併し、苫田郡津山町となる。
- 1923年4月1日 - 苫田郡林田村が町制・改称、津山東町となる。
- 1929年2月11日 - 津山町が周辺の町村と合併し、市制施行し、津山市となる。

## 世帯数と人口
2021年（令和3年）1月1日現在の世帯数と人口は以下の通りである。
| 町丁     | 世帯数 | 人口 |
| -------- | ------ | ---- |
| 上紺屋町 | 32世帯 | 50人 |

## 小・中学校の学区
市立小・中学校に通う場合、学区は以下の通りとなる。
| 番地 | 小学校           | 中学校             |
| ---- | ---------------- | ------------------ |
| 全域 | 津山市立西小学校 | 津山市立鶴山中学校 |

## 交通

### 道路
- 岡山県道68号津山加茂線（当地内では全域奴通りに当たる）

## 施設
- 本家兵庫屋
- 季節料理おきの
- くらや奴通り店